# 全宁街道
全宁街道，是中华人民共和国内蒙古自治区赤峰市松山区下辖的一个乡镇级行政单位。

## 行政区划
全宁街道下辖以下地区：

春城社区，如意社区，河畔社区，金和社区，亲水湾社区，燕山社区，富兴社区。